# 科学教育局
科学教育局（かがくきょういくきょく）は、戦後期の文部省の内部部局の一つ。

## 概要
終戦当時、学術行政を所掌する文部省の内部部局は3課制の科学局であったが、終戦直後の1945年（昭和20年）9月5日、技術院の廃止とともに、その機能および職員の一部を吸収して2部6課制の科学教育局へ改組された。その後、科学教育局は行政簡素化により1946年（昭和21年）1月に科学教育課、人文科学研究課、自然科学研究課および調査課（のち科学資料課と改称）の4課制に改組された。このうち人文科学研究課は、戦時中の極端な言論の圧迫によって自由な発達を阻害されていた国内の人文科学を積極的に振興しようとする意図から生まれたものである。
1949年（昭和24年）6月1日、国家行政組織法に基づき制定された文部省設置法の施行により、科学教育局は廃止されて大学学術局が設けられ、学校教育局と科学教育局で分離所掌されていた大学行政と学術行政との一体化が図られた。

## 歴代局長
文部省科学教育局長
- （事務取扱）大村清一：1945年9月5日 - 1945年9月8日
- 山崎匡輔：1945年9月8日 - 1946年1月15日
- （事務取扱）山崎匡輔：1946年1月15日 - 1946年3月6日
- 清水勤二：1946年3月6日 - 1948年8月31日
- 茅誠司：1948年8月31日 - 1949年5月31日（大学学術局へ改組）